# Decentramento
Il decentramento indica, in diritto e nelle scienze politiche, il trasferimento di funzioni e responsabilità delle funzioni pubbliche dal governo centrale ad organi periferici o addirittura, per il principio di sussidiarietà alla società civile.
Solitamente vi si riferisce come opposto al processo contrario di accentramento amministrativo di funzioni e responsabilità della funzione pubblica.

## Definizione
Si tratta di un concetto complesso che abbraccia una varietà di tipologie con differenti caratteristiche, implicazioni politiche, e condizioni necessarie per il buon esito del decentramento stesso.
Si distinguono svariate tipologie di decentramento. Per esempio, decentramento politico, amministrativo, fiscale, di mercato. Tracciare distinzioni tra tali diversi concetti è utile per evidenziare le molteplici dimensioni di un decentramento ben riuscito e la necessità di coordinamento tra di esse. Tuttavia, vi sono chiaramente sovrapposizioni nella definizione di tali termini e le definizioni precise non sono importanti quanto la necessità di un approccio globale (vedi Sharma, 2006). Forme di decentramento politico, amministrativo, fiscale e di mercato possono anche apparire in varie forme e combinazioni tra diversi paesi, all'interno dei paesi e anche all'interno di settori.

## Decentramento politico
Il decentramento politico mira a dare ai cittadini o ai deputati da essi eletti maggiore potere nell'ambito delle decisioni pubbliche. È spesso associato alle politiche pluralistiche e alle forme di governo rappresentative, ma può anche sostenere la democratizzazione, dando ai cittadini, o ai loro deputati, più influenza nella formulazione e nell'attuazione delle decisioni politiche. I fautori del decentramento politico presuppongono che le decisioni prese con una maggiore partecipazione saranno meglio informate e più rilevanti per i diversi interessi della società di quelle fatte solo dalle autorità politiche nazionali. Il concetto implica che la selezione dei rappresentanti dalle circoscrizioni elettorali locali consente ai cittadini di conoscere meglio i loro rappresentanti politici nonché ai rappresentanti stessi di conoscere meglio i bisogni e i desideri dei loro elettori. Il decentramento politico spesso richiede riforme costituzionali o legislative, la creazione di unità politiche locali e la promozione di gruppi di interesse pubblico efficaci.

## Decentramento amministrativo
Il decentramento amministrativo mira a ridistribuire autorità, responsabilità e risorse finanziarie per la fornitura di servizi pubblici tra i diversi livelli di governance. È il trasferimento della responsabilità per la progettazione, il finanziamento e la gestione delle funzioni pubbliche da parte del governo centrale o regionale, e delle sue agenzie a governi locali, autorità pubbliche semi-autonome o società, ovvero autorità regionali o funzionali di zona. Le tre principali forme di decentramento amministrativo - deconcentrazione, delega e devoluzione - hanno ciascuna caratteristiche diverse.

### Deconcentrazione
La deconcentrazione è la più debole forma di decentramento, ed è usata più frequentemente negli stati unitari - ridistribuisce il processo decisionale dell'autorità e le responsabilità finanziarie e di gestione tra i diversi livelli di governo nazionale. Può semplicemente trasferire responsabilità dai funzionari del governo centrale nella capitale a quelli che lavorano nelle regioni, province o distretti, o può creare una forte amministrazione sul campo o capacità amministrativa locale sotto la supervisione dei ministeri del governo centrale.

### Delegazione
Attraverso la delega il governo centrale trasferisce del processo decisionale e della gestione delle funzioni pubbliche a organizzazioni semi-autonome non interamente controllate dal governo centrale, ma che in ultima analisi ad esso rispondono. Il governo delega responsabilità quando crea imprese o aziende pubbliche, autorità di edilizia abitativa, autorità di trasporto, distretti scolastici semi-autonomi, società di sviluppo regionale, o unità speciali per l'attuazione di un progetto. Di solito queste organizzazioni hanno una grande discrezionalità nel processo decisionale. Possono essere esentate da vincoli che riguardano i normali dipendenti pubblici ed essere in grado di far pagare direttamente gli utenti per i servizi resi.

## Decentramento economico
Il decentramento economico è un'altra tipologia di decentramento, che trasferisce responsabilità dal settore pubblico alla società civile. Si articola nella privatizzazione e nella liberalizzazione (o deregolamentazione). Privatizzazione e deregolamentazione sono di solito, ma non sempre, accompagnate da liberalizzazione economica e politiche per favorire lo sviluppo del mercato. Consentono che funzioni che erano state principalmente o esclusivamente responsabilità del governo siano realizzate da imprese, gruppi di comunità, cooperative, associazioni private di volontariato e altre organizzazioni non-governative.

### Privatizzazione
La gamma delle privatizzazioni può variare dal lasciare la fornitura di beni e servizi interamente al libero funzionamento del mercato, fino a "partnership pubblico-privato" in cui il governo e il settore privato collaborano per fornire servizi o infrastrutture. La privatizzazione può comprendere:
- il permesso per le imprese private di svolgere funzioni che in precedenza erano state monopolizzate dal governo;
- l'appaltamento della fornitura o della gestione dei servizi pubblici o servizi per le imprese commerciali; in realtà, vi è una vasta gamma di possibili modi in cui la funzione può essere organizzata e molti esempi di forme istituzionali all'interno del settore pubblico e di cooperazione fra pubblico e privato, in particolare nelle infrastrutture;
- il finanziamento di programmi del settore pubblico attraverso il mercato dei capitali (con una regolamentazione adeguata e provvedimenti atti a prevenire situazioni in cui il governo centrale si assume il rischio per tali prestiti) e permettendo alle aziende private di partecipare, e
- il trasferimento della responsabilità di fornire servizi dal settore pubblico al settore privato attraverso la cessione di imprese statali.

La privatizzazione non può in senso proprio essere ritenuta equivalente al decentramento.

### Liberalizzazione
La liberalizzazione riduce i vincoli giuridici sulla partecipazione privata nella fornitura di servizi o permette la concorrenza tra i fornitori privati di servizi che in passato erano stati forniti dal governo o dai monopoli regolamentati. Negli ultimi anni la privatizzazione e la liberalizzazione sono diventate alternative più attraenti per i governi dei paesi in via di sviluppo. Anche i governi locali privatizzano attraverso il subappalto di prestazioni di servizi o di amministrazione.

## Decentramento fiscale
La dispersione delle responsabilità finanziarie è una componente fondamentale del decentramento. Per svolgere le funzioni decentrate in modo efficace, i governi locali e le organizzazioni private devono disporre di un adeguato livello di entrate - siano esse riscosse a livello locale o trasferite dal governo centrale - e la facoltà di prendere decisioni sulle spese.